# FIGURA Ensemble
Figura Ensemble, består af mezzosopranen Helene Gjerris, slagtøjsspilleren Frans Hansen, klarinettisten Anna Klett, kontrabassisten Jesper Egelund, komponisten Peter Bruun, forfatteren Ursula Andkjær Olsen og scenografen Filippa Berglund. Producent Stine Marie Mortensen (2007-2019)
FIGURA har eksisteret siden 1993.
Til daglig administreres Figura af Jesper Egelund.
Seneste priser og nomineringer givet til Figura Ensemble
2017
Nomineret til Nordisk Råds Musikpris
2010
Helene Gjerris modtog Dansk Komponist Forenings Musikerpris
2009
Reumert-prisen for Årets Børneteaterforestilling for Historien om en mor som FIGURA Ensemble producerede i samarbejde med Corona La Balance – nu Teater ZeBU.
2009
Ursula Andkjær Olsen blev nomineret til Nordisk Råds Litteraturpris for sin digtsamling Havet er en scene.
2008
Peter Bruun modtog Nordisk Råds Musikpris for musikken til Miki Alone.
 Der er for få eller ingen kildehenvisninger i denne artikel, hvilket er et problem. Du kan hjælpe ved at angive troværdige kilder til de påstande, som fremføres i artiklen.

| Musikgruppe | Spire Denne artikel om en dansk musikgruppe er en spire som bør udbygges. Du er velkommen til at hjælpe Wikipedia ved at udvide den. |

55°41′57.07″N 12°30′48.95″Ø / 55.6991861°N 12.5135972°Ø